# Maison européenne de la photographie
Pour les articles homonymes, voir Maison de la photographie et MEP.
La Maison européenne de la photographie (MEP) est un centre d'exposition de photographie ouvert en février 1996. Il est animé par une association, « Paris Audiovisuel – Maison Européenne de la Photographie »  fondée en 1978 par Jacques Chirac, alors maire de Paris, à l'initiative de Henry Chapier, et soutenu financièrement par la Mairie de Paris, qui met notamment à disposition le bâtiment. La MEP est située au 5/7, rue de Fourcy dans le 4e arrondissement de Paris.

## Bâtiment
Elle est abritée dans l’hôtel Hénault, un hôtel particulier construit en 1706 pour Hénault de Cantobre, fermier général et hommes de lettres. Propriété de la Ville de Paris depuis 1914, il a été rénové et agrandi par le cabinet d’architecte Yves Lion, qui a décidé de supprimer des boiseries anciennes et de détruire les anciennes remises de carrosses qui longeaient la rue de Fourcy, ainsi que la ferronnerie de l’escalier central.

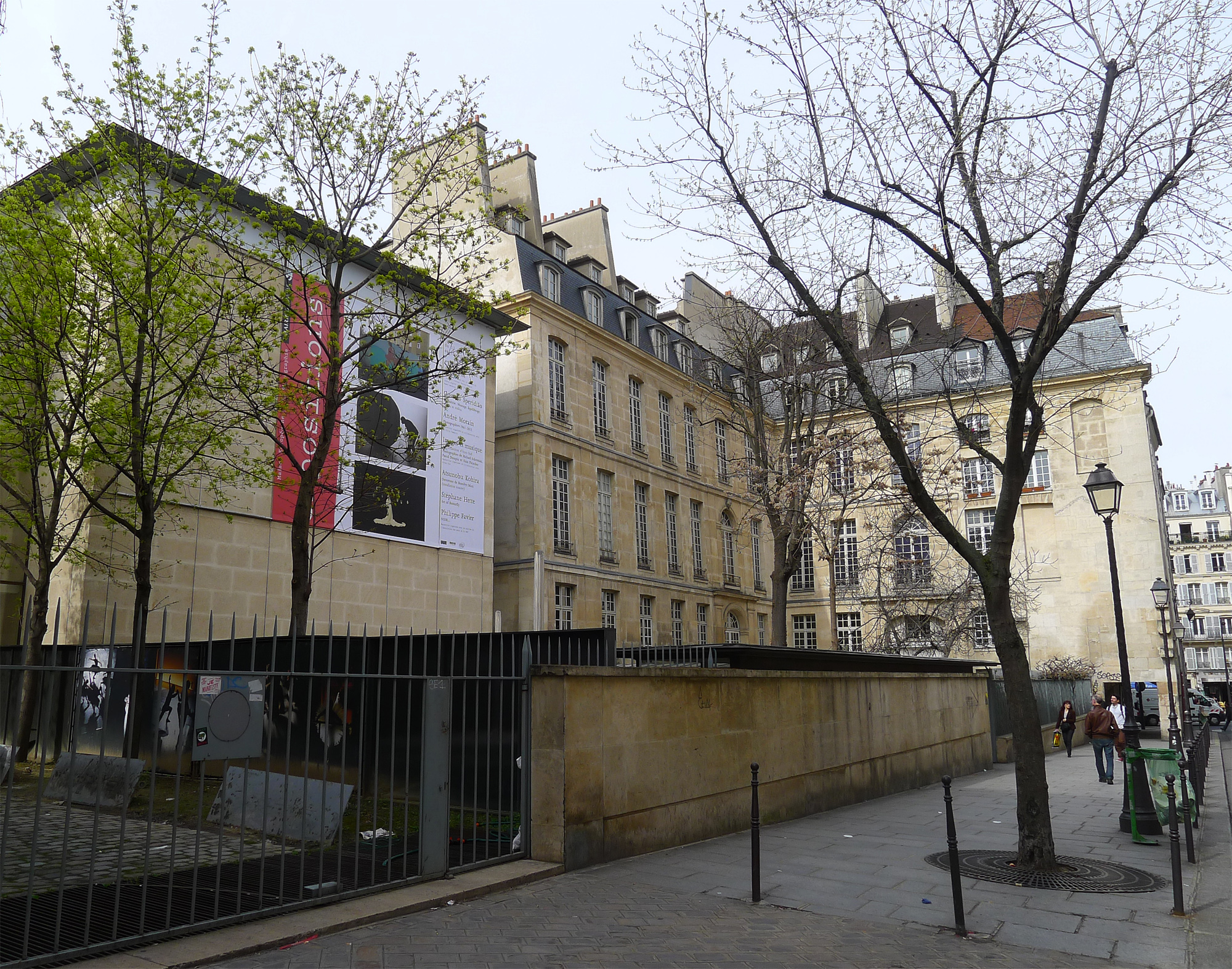
Vue globale de la Maison européenne de la photographie.
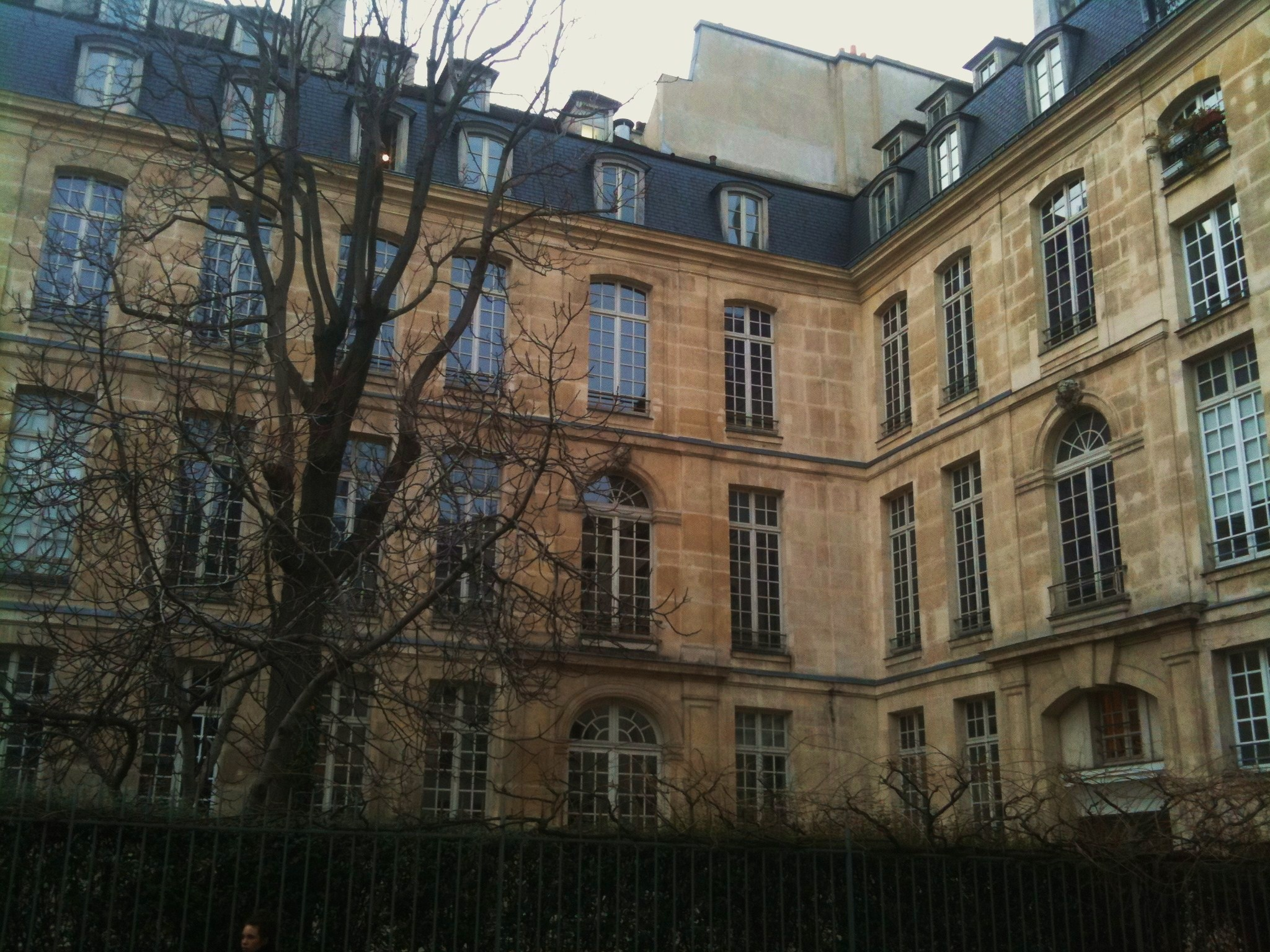
Vue extérieure de l'hôtel Hénault de Cantobre.

## Mission et activités
La Maison européenne de la photographie prend la suite de l'Espace photo, animé par la même association.
Elle abrite une bibliothèque de 36 000 ouvrages qui peuvent être consultés sur place (elle porte le nom de Roméo Martinez, historien de la photographie disparu en 1990) ; un auditorium de 100 places (auquel a été donné le nom de Bernard Pierre Wolff, en hommage au photographe disparu en 1985) et une vidéothèque disposant d’environ un millier de films.
Elle dispose également d’une librairie spécialisée aménagée dans les salles voûtées du XVIIIe siècle. Maison du regard, elle offre à un large public un accès convivial aux trois supports de diffusion essentiels de la photographie que sont le tirage d’exposition, la page imprimée et le film. Une programmation culturelle et des visites commentées sont très régulièrement proposées aux visiteurs, ainsi qu'un programme spécifique à destination des familles et du jeune public sous la forme de visites dansées, d'ateliers philo ou d'ateliers de pratique. L’auditorium accueille quant à lui des conférences et des cycles de films en lien avec les expositions.
L’hôtel a jusqu'en 2024 accueilli l’Atelier de restauration et de conservation des photographies de la Ville de Paris (ARCP). Créé en 1983, il a pour mission de mettre en œuvre la politique de préservation du patrimoine photographique des bibliothèques, archives et musées municipaux de Paris et propose également ses services à d’autres organismes patrimoniaux en France et à l’étranger.
La Maison européenne de la photographie a été dirigée depuis 1996 par Jean-Luc Monterosso (directeur) et Henry Chapier (président). Le 24 janvier 2018, Simon Baker, ancien conservateur en chef au département de la photographie et art international de la Tate Modern de Londres, est nommé directeur pour succéder à Jean-Luc Monterosso, qui part en retraite le 31 mars,.

## Liste des directeurs successifs
- 1996-2018 : Jean-Luc Monterosso
- Depuis 2018 : Simon Baker

## Collection
La collection de la MEP, vouée à la création contemporaine, possède plus de 30 000 œuvres, principalement des photographies (tirages argentique et numérique) et des vidéos (DVD d'artistes), ainsi qu’un large ensemble d’ouvrages sur la photographie faisant référence, comprenant aussi bien des livres d’artistes que des écrits techniques ou théoriques, dont de nombreuses éditions rares. Trois cycles d’expositions sont organisés chaque année, sur des thèmes, des mouvements et des artistes internationaux essentiellement de la seconde moitié du XXe siècle et du XXIe siècle.

## Expositions sélectives

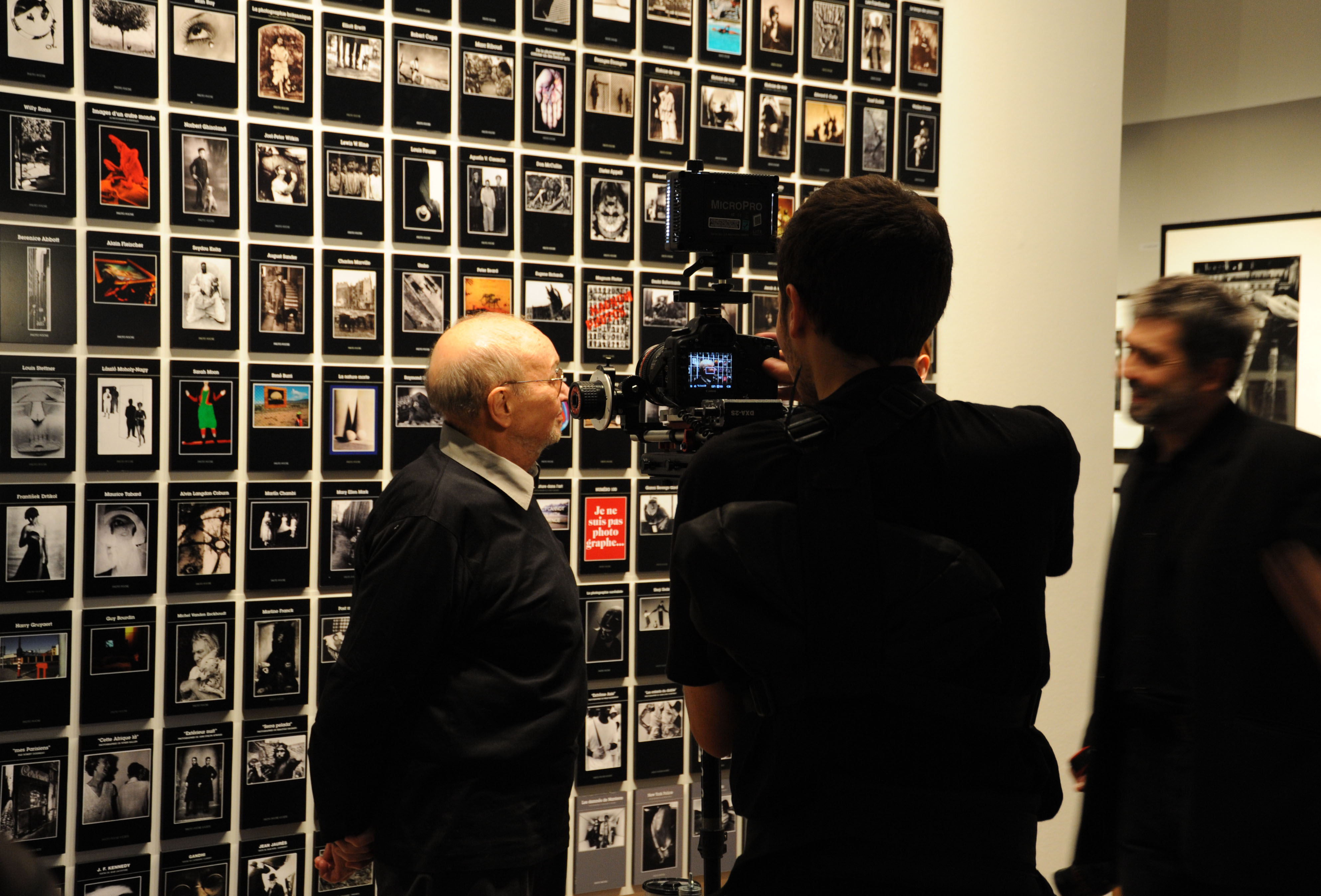
Exposition Robert Delpire en 2009.

- 1998 : Shirin Neshat, Women of Allah
- 1998 : Robert Frank, Les Américains
- 1998 : Polaroid 50, art et technologie
- 1999 : Orlan, Self-hybridations
- 1999 : Helmut Newton et Alice Springs, Us and them
- 1999 : David Hockney, Photographies, 1968-1997
- 2000 : Irving Penn, A retrospective
- 2000 : Bettina Rheims et Serge Bramly, I.N.R.I.
- 2001 : Don McCullin, Photographies 1961-2001
- 2001 : Raymond Depardon, Détours
- 2002 : Josef Sudek, Prague panoramique
- 2003 : Alain Fleischer, La vitesse d'évasion
- 2004 : René Burri, Photographies
- 2005 : Martin Parr, 1971-2001
- 2005 : Andy Warhol, Red Books
- 2005 : Dmitri Baltermants, Rétrospective
- 2006 : Bernard Faucon, Rétrospective 1976-1985
- 2006 : Johan van der Keuken, Photographie et cinéma
- 2007 : Larry Clark, Tulsa, 1963-1971
- 2007 : Alessandro Bertolotti, Livres de nus, une anthologie
- 2008 : Édouard Boubat, Révélation
- 2008 : Shōji Ueda, Une ligne subtile
- 2008 : Annie Leibovitz, A Photographer's Life, 1990-2005
- 2008 : Sabine Weiss, Rétrospective
- 2009 : Claude Lévêque, Le Crépuscule du Jaguar
- 2009 : Henri Cartier-Bresson, À vue d’œil
- 2010 : Philippe Perrin (en), Haut et court [4]
- 2010 : Elliott Erwitt, Personal Best
- 2010 : Robert Delpire, Delpire & Cie
- 2011 : William Klein, Rome + Klein
- 2011 : Jane Evelyn Atwood, Photographies 1976-2010
- 2012 : Dominique Issermann, Lætitia Casta[5]
- 2012 : La Photographie en France, 1950-2000
- 2013 : Joel Meyerowitz, Une rétrospective
- 2015 : Harry Gruyaert, Rétrospective
- 2016 : Christine Spengler, L'Opéra du monde
- 2017 : Photographie japonaise 1950-2000 (donation Dai Nippon Printing de 540 photographies et 1300 livres illustrés depuis 1992)[6]
- 2017 - 2018 : Rétrospective Nino Migliori.
- 2019 : Ren Hang, Love[7],[8]
- 2020 : Erwin Wurm, Rétrospective[9]
- 2021 : Moriyama - Tomatsu, Tokyo
- 2023 : Zanele Muholi, Rétrospective